# Orishas
Orishas – afro-kubański zespół hip-hopowy, popularny w Hiszpanii, na Kubie oraz we Francji. Założony przez Yotuela i Ruzzo, dwóch Kubańczyków, którzy emigrowali z Hawany do Paryża. Tam włączyli się do teamu Roldan i Flaco-Pro (który uczestniczył tylko w nagraniach pierwszej płyty „A lo cubano”). Od 1999 roku grupa występowała pod szyldem „Orishas”, łącząc rap i muzykę kubańską. Remix piosenki „Represent Cuba” został wykorzystany w filmie Dirty Dancing: Havana Nights. W 2008 roku skomponowali piosenkę oficjalną karnawału na Teneryfie.

## Skład zespołu
- Roldán (Roldán Gonzales Rivero)
- Ruzzo (Hiram Riverí Medina)
- Yotuel „Guerrero” (Omar Romero Manzanares)

## Nagrody i nominacje
Rok 2003:
- Nagroda GRAMMY Latino w kategorii Najlepszy Album Rap/Hip-Hop („Emigrante”).

Rok 2005:
- Złota płyta w Hiszpanii „El Kilo” (50 tys. kopii).
- Album „El Kilo” nominowany do nagrody GRAMMY Latino w kategorii Najlepszy album muzyki miejskiej (Best Urban Album) oraz Najlepszy album muzyki Rock/Alternatywnej.
- Nagroda w X edycji hiszpańskiego plebiscytu „Premios de la Música” w kategorii Najlepszy album Hip-Hopowy (album „El Kilo”).

Rok 2007:
- 4 nominacje do nagrody GRAMMY Latino w kategoriach:

– Najlepszy album muzyki miejskiej („Antidiotico”)
– Najlepsza piosenka miejska („Hay un son”, Antidiotico)
– Najlepsza piosenka miejska („Pal Norte” ft. Calle 13)
– Najlepszy teledysk krótkometrażowy („Hay un son”)
- Nagroda w ww. plebiscycie w kategorii Najlepsza piosenka miejska („Pal Norte” ft. Calle 13)

## Nagrania gościnne
- ARIANNA PUELLO

– Déjate Llevar (ft. Roldán)
– Déjate Llevar Remix (ft. Orishas)
- LESLIE

– Où Tu Veux Aller (ft. Orishas)
- YURI BUENAVENTURA:

– ¿Dónde estarás? (ft. Orishas)
- BEATRIZ LUENGO:

– Mai Yo Lo (ft. Ruzzo)
– Dos Gardenias (ft. Yotuel)
– Lejos de Tí (ft. Yotuel & Erik Nilsson)
– Hit Lerele (ft. Yotuel)
– Ná de Ná (ft. Yotuel)
– Dos Gardenias (ft. Yotuel)
– 60's (ft. Yotuel)
– África (ft. Yotuel)
- KAYLIAH:

– Gwadeloup Cuba (ft. Orishas)
- YERBA BUENA:

– La Candela (Prendelo) (ft. Orishas)
- CABAS:

– He Pecado (ft. Orishas)

## Dyskografia

### Albumy studyjne
- A lo Cubano (2000)
- Emigrante (2002)
- El Kilo (2005)
- Cosita Buena (2008)

### Kompilacje
- Antidiotico (2007)